# Alfa Romeo Zeta 6

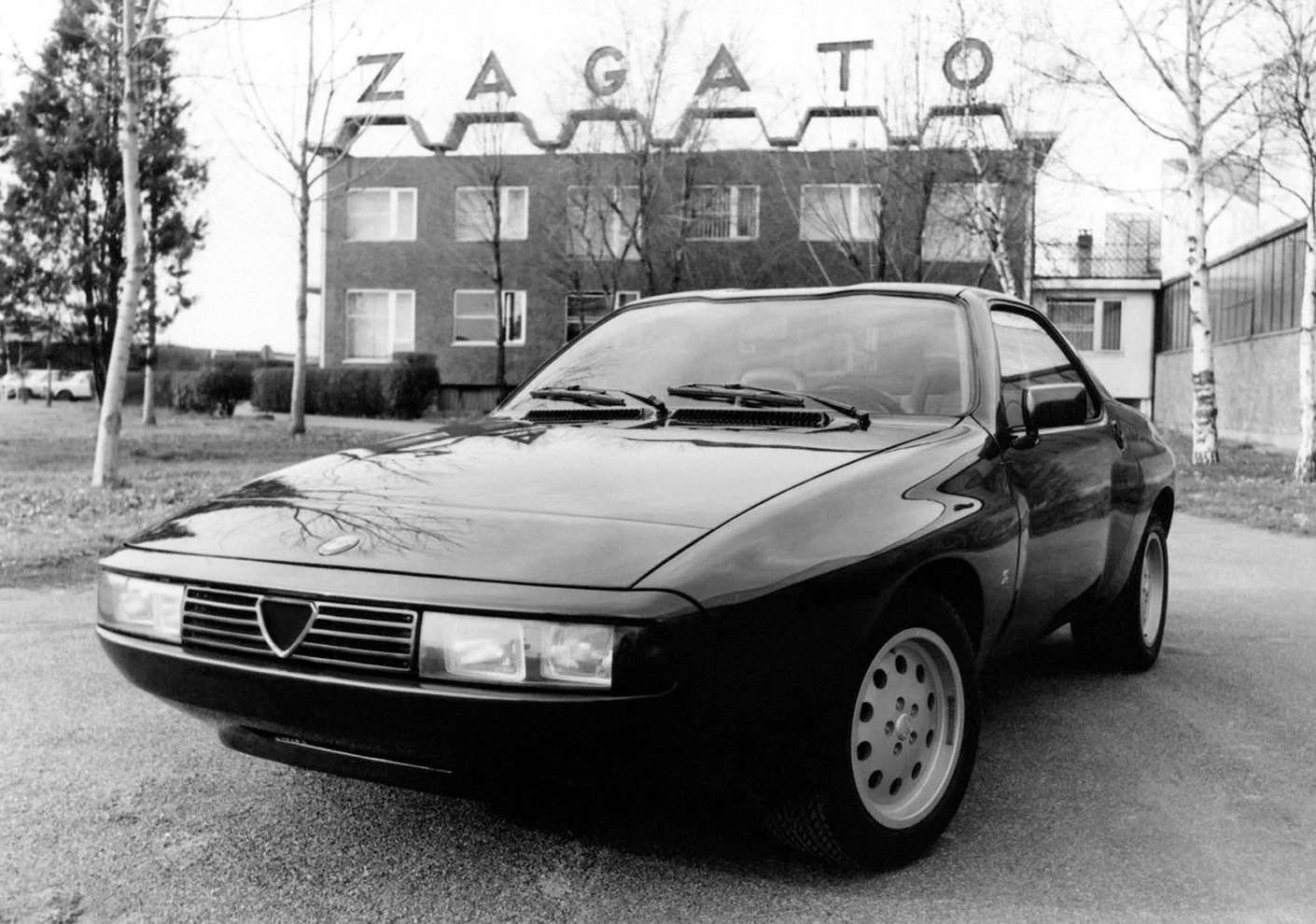
Zeta 6, Rho, Milano, 1983

De Alfa Romeo Zeta 6 is een conceptauto van het Italiaanse autohuis Alfa Romeo uit 1983. De kleine 2+2 sportwagen is door Zagato ontworpen en gebaseerd op het chassis van de Alfa Romeo GTV6. De auto werd voor het eerst gepresenteerd op de Autosalon van Genève in 1983..